# Silvio Orlando
Silvio Orlando, född 30 juni 1957 i Neapel, Kampanien, är en italiensk skådespelare.

## Utmärkelser
Orlando har bland annat vunnit tre David di Donatello-priser som skådespelare.

## Roller i urval
- 1991 – Pärmbäraren
- 1995 – Ferie d'agosto
- 1995 – La scuola
- 1998 – Aprile
- 1999 – Fuori dal mondo
- 2001 – Ett rum i våra hjärtan
- 2002 – Bear's Kiss
- 2006 – Kajmanen - B-filmarens revansch
- 2008 – Giovanna's Father
- 2016 – The Young Pope (TV-serie)
- 2020 – The New Pope (TV-serie)
- 2020 – Från Neapel till Rom
- 2021 – The Inner Cage